# Rowan Atkinson Live in Belfast
Rowan Atkinson Live in Belfast es un álbum en vivo del comediante inglés Rowan Atkinson. Fue lanzado por primera vez en 1980, y relanzado en 1996.

## Información
El álbum fue grabado en dos presentaciones en el Grand Opera House en Belfast, Irlanda del Norte los días 19 y 20 de septiembre de 1980, y fue parte de un tour de 4 meses por el Reino Unido que ocurrió entre las series cómicas de televisión Not the Nine O'Clock News.
El comediante Richard Curtis aparece en la grabación también, haciendo ambos sketches o recibiendo bromas. Howard Goodall aportó el acompañamiento musical.
Los sketches fueron escritos por Rowan Atkinson y Richard Curtis. Las letras de las canciones fueron escritas por Richard Curtis y la música por Howard Goodall.

## Personal
- Rowan Atkinson
- Richard Curtis
- Howard Goodall

## Canciones
1. "Man in Seat C23"
2. "Sir Marcus Browning M.P."
3. "Mary Jane"
4. "The Wedding a. The Vicar"
5. "The Wedding b. The Best Man"
6. "The Wedding c. The Father of the Bride"
7. "I Hate The French"
8. "Interval Announcement"
9. "Do Bears Sha la la"
10. "Senator Brea's Dead"
11. "The Devil"
12. "Impatient Man in Queue Behind Student"
13. "Station Announcement"
14. "Joke"

- Datos: Q6657479